# Coxim Atlético Clube
Il Coxim Atlético Clube, noto anche semplicemente come Coxim, è una società calcistica brasiliana con sede nella città di Coxim, nello stato del Mato Grosso do Sul.

## Storia
Il club è stato fondato il 20 gennaio 2002. Il Coxim ha vinto il Campionato Sul-Mato-Grossense nel 2006. Ha partecipato alla Coppa del Brasile nel 2007, dove è stato eliminato al primo turno dall'Atlético Paranaense.

## Palmarès

### Competizioni statali
- Campionato Sul-Mato-Grossense: 1

2006